# Théorème d'Euler (fonctions de plusieurs variables)
Pour les articles homonymes, voir Théorème d'Euler.
L'identité d'Euler citée ici ne doit pas être confondue avec l'identité d'Euler liant des constantes fondamentales.
Le théorème d'Euler, tirant son nom du mathématicien suisse Leonhard Euler, est un résultat d'analyse à plusieurs variables utile en thermodynamique et en économie. Il s'énonce comme suit. 

Soient C un cône de ℝn et k un réel.
Une fonction de plusieurs variables f : C → ℝm différentiable en tout point est positivement homogène de degré k si et seulement si la relation suivante, appelée identité d'Euler, est vérifiée :
{\displaystyle \forall x=(x_{1},\ldots ,x_{n})\in C,\quad \sum _{i=1}^{n}x_{i}{\frac {\partial f}{\partial x_{i}}}(x)=kf(x)}.

## Généralisation
Soient E et F  deux K -espaces vectoriels normés ({\displaystyle K=\mathbb {R} } ou {\displaystyle \mathbb {C} }), {\displaystyle C} un cône de {\displaystyle E} et k  un élément de K.

Une fonction différentiable {\displaystyle f:C\to F} est positivement homogène de degré {\displaystyle k} si et seulement si :
{\displaystyle \forall x\in C\quad \mathrm {d} f_{x}(x)=kf(x)}.